# 지방도 제391호선
지방도 제391호선은 경기도 양평군 양서면 양수리 양수리시장과 가평군을 거쳐 강원특별자치도 화천군 사내면 사창리 사내중고등학교를 잇는 경기도의 지방도이다.
가평군 일대의 관광 도로로 많이 이용되며, 양평군에서 가평군까지는 강을 끼고 달리고 있다. 가평군 가평읍의 일부 도로가 남이로로 이름이 있다. 국도 제75호선과 많이 만난다. 경유지도 대부분 비슷하다. 가평군 북면 ~ 화천군 사내면 구간의 일부는 비포장 구간이었으나 현재는 포장되었다. 서종 나들목을 이용해 서울양양고속도로로 진입할 수 있다.

## 연혁
- 2005년 3월 28일 : 기존 지방도 제391호선인 '미금 ~ 진건선'을 폐지[2]
- 2005년 3월 28일 : 지방도 제391호선을 새로 지정[3]
- 2008년 12월 10일 : 화악 ~ 도계간 도로(가평군 북면 화악리 ~ 화악터널) 6.7km 구간 개통[4]
- 2024년 4월 4일 : 야밀고개(양평군 서종면 수입리 ~ 가평군 청평면 삼회리) 1.32km 구간 개량 개통, 기존 1.18km 구간 폐지[5]

## 주요 경유지

### 경기도
- 양평군
  - 양서면 양수리시장 - 용늪삼거리 - 양수리
  - 서종면 문호리 - 서종문화체육공원 - 문호리삼거리 - 문호1교 - 서종면사무소 - 서종초등학교 - 서종중학교 - 서종리 - 서종 나들목 - 바치울교 - 수입초등학교 - 수입리 - 수입교 - 야밀터널(538m)

- 가평군
  - 청평면 야밀터널(538m) - 신삼회교 - 삼회교 - 삼회리 - 청평자연휴양림 - 신청평대교삼거리 - 신청평대교 - 신청평대교앞 교차로 - 청평댐입구삼거리 - 청평댐 - 호명리 - 쁘띠프랑스 - 고재입구
  - 가평읍 복장리 - 복장포초등학교(녹색문화체험관) - 유동교 - 산유리 - 금대리 - 이화리 - 남이섬 가평선착장 - 달전리 - 현충탑 - 가평역삼거리 - 가평고등학교 - 가평오거리 - 가평소방서 - 가평터미널 - 읍내사거리 - 의정부지방법원 가평군법원 - 신미식품앞삼거리 - 승안삼거리 - 마장리 - 노루목고개
  - 북면 노루목고개 - 이곡리 - 캐나다전투기념비 - 목동교 - 목동삼거리 - 뉴질랜드전투기념비 - 소법리 - 화악리 - 화악터널(680m)

### 강원특별자치도
- 화천군
  - 사내면 화악터널(680m) - 삼일리 - 삼일교 - 용담리 - 사내중고등학교앞삼거리

## 중복 구간
- 양평군 양서면 양수리시장 ~ 서종면 문호리삼거리 : 지방도 제352호선과 중복
- 양평군 서종면 문호리 ~ 수입교 북단 : 국가지원지방도 제86호선, 국가지원지방도 제98호선과 중복
- 가평군 청평면 신청평대교삼거리 ~ 청평댐입구삼거리 : 국도 제37호선과 중복
- 가평군 청평면 신청평대교앞교차로 ~ 청평댐입구삼거리 : 국도 제46호선과 중복
- 가평군 청평면 청평교 북단 ~ 유동교 : 국도 제75호선과 중복
- 가평군 가평읍 현충탑 ~ 북면 목동삼거리 : 국도 제75호선과 중복

## 도로명
- 양평군 양서면 양수리시장 ~ 가평군 청평면 신청평대교삼거리 : 북한강로
- 가평군 청평면 신청평대교삼거리 ~ 신청평대교앞 교차로 : 유명로
- 가평군 청평면 신청평대교앞 교차로 ~ 청평댐입구삼거리 : 경춘로
- 가평군 청평면 청평댐입구삼거리 ~ 가평읍 유동교 서단 : 호반로
- 가평군 가평읍 유동교 서단 ~ 현충탑 : 북한강변로
- 가평군 가평읍 현충탑 ~ 가평오거리 : 호반로
- 가평군 가평읍 가평오거리 ~ 북면 목동삼거리 : 가화로
- 가평군 북면 목동삼거리 ~ 화천군 사내면 사내중고등학교앞삼거리 : 화악산로